# Szczytna
Szczytna là một thị trấn thuộc huyện Kłodzki, tỉnh Dolnośląskie ở miền tây nam Ba Lan. Thị trấn có diện tích 80 km². Đến ngày 1 tháng 1 năm 2011, dân số của thị trấn là 5185 người và mật độ 65 người/km².